# Могила Пам'яті

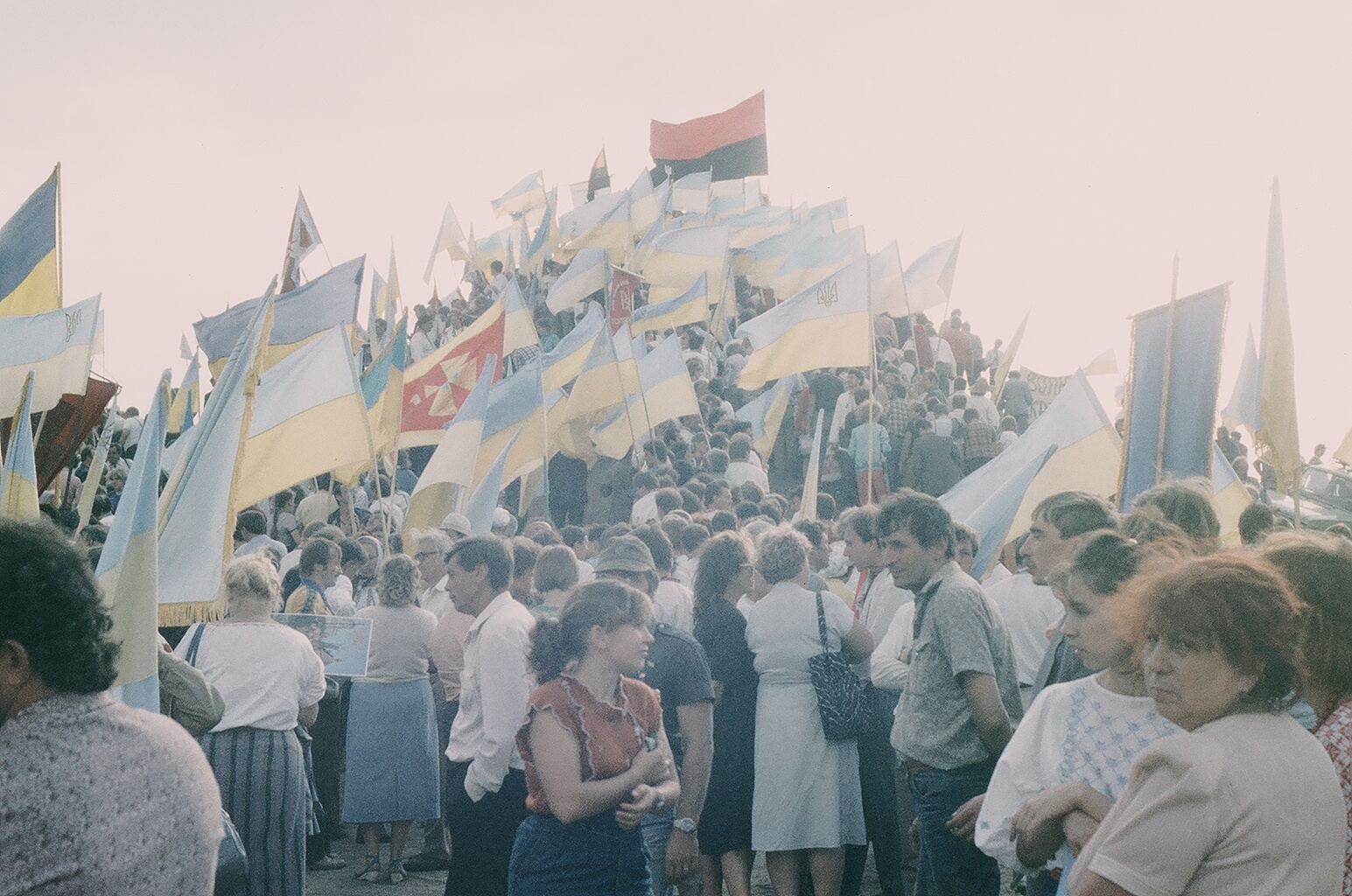
Відкриття пам'ятного хреста на Могилі Пам'яті. 4 серпня 1990 року

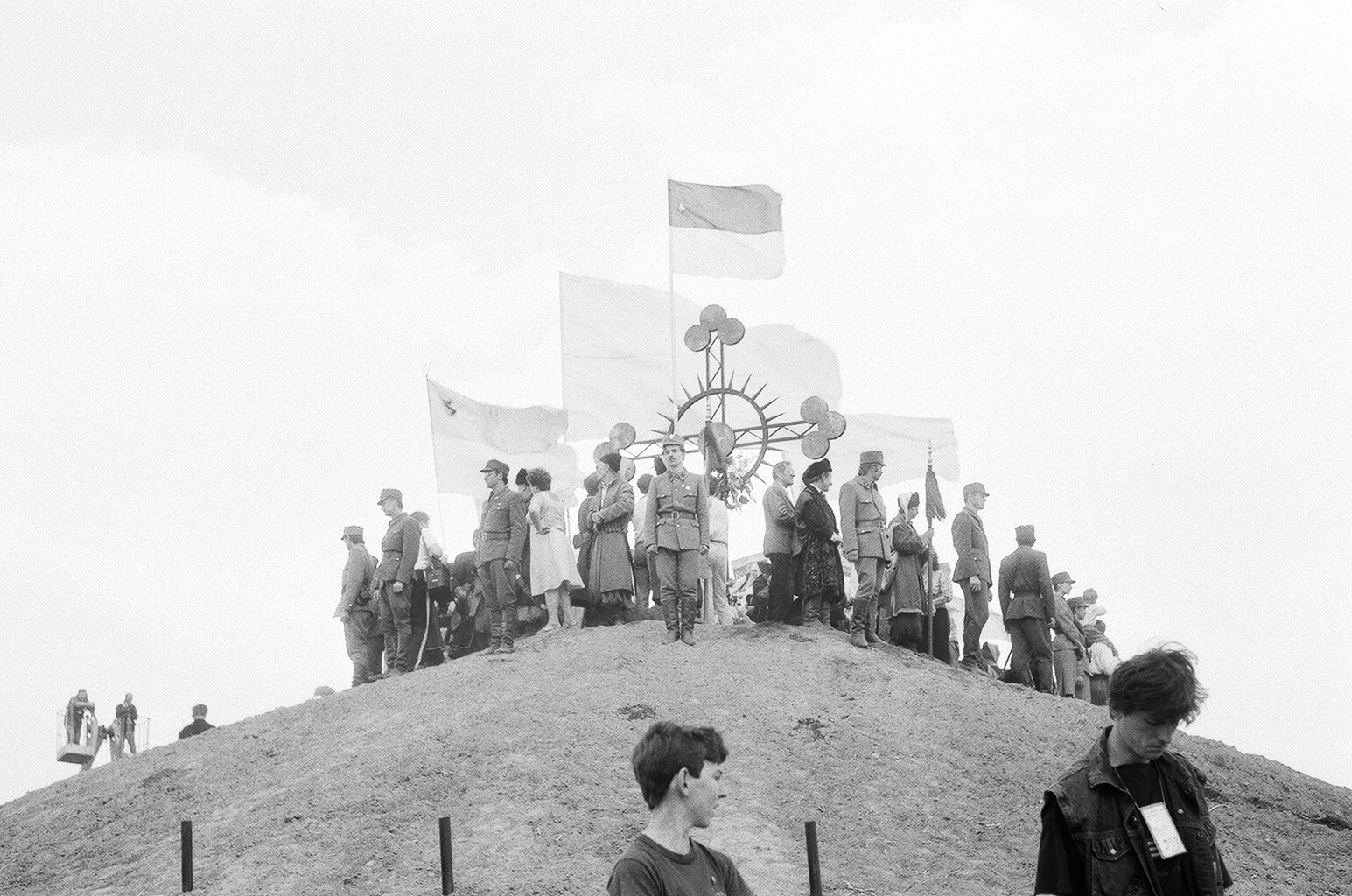
Почесна варта на Могилі Пам'яті. 4 серпня 1990 року

47°36′04″ пн. ш. 34°13′24″ сх. д. / 47.60111° пн. ш. 34.22333° сх. д.
«Могила Пам'яті» — курган, насипаний біля села Капулівка Дніпропетровської області в 1990 році на честь 500-ліття Запорозького козацтва. В курган закладена земля з усіх регіонів України. 
Організатори акції — Народний Рух України та Товариство української мови імені Т. Г. Шевченка. Відкриття пам'ятного хреста на Могилі Пам'яті відбулося 4 серпня 1990 року.
Могила Пам'яті — знаходиться на перехресті доріг неподалік від с. Капулівка. Кожен рік тут на березі затоки Каховського водосховища, біля Могили-кургану Пам'яті, могили Івана Сірка козацькі організації України проводять вшанування козаців-лицарів.